# Bioncourt
Bioncourt är en kommun i departementet Moselle i regionen Grand Est (tidigare regionen Lorraine) i nordöstra Frankrike. Kommunen ligger i kantonen Château-Salins som tillhör arrondissementet Château-Salins. År 2022 hade Bioncourt 300 invånare.

## Befolkningsutveckling
Antalet invånare i kommunen Bioncourt
| Referens: INSEE |